# Lucillo
Lucillo é um município da Espanha na província de León, comunidade autónoma de Castela e Leão, de área 165,12 km² com população de 450 habitantes (2007) e densidade populacional de 2,89 hab/km².

## Demografia
| Variação demográfica do município entre 1991 e 2004 | Variação demográfica do município entre 1991 e 2004 | Variação demográfica do município entre 1991 e 2004 | Variação demográfica do município entre 1991 e 2004 |
| --------------------------------------------------- | --------------------------------------------------- | --------------------------------------------------- | --------------------------------------------------- |
| 1991                                                | 1996                                                | 2001                                                | 2004                                                |
| 611                                                 | 560                                                 | 494                                                 | 477                                                 |